# Сесілія Інкапіе
Сесілія Інкапіе (ісп. Cecilia Hincapié; нар. 20 листопада 1976) — колишня колумбійська тенісистка.
Найвищу одиночну позицію світового рейтингу — 405 місце досягла 1 серпня 1994, парну — 335 місце — 14 листопада 1994 року.
Здобула 1 одиночний титул.

## Фінали ITF

### Одиночний розряд: 4 (1–3)
| Результат | Ранг | Дата              | Турнір                   | Покриття | Суперниця        | Рахунок       |
| --------- | ---- | ----------------- | ------------------------ | -------- | ---------------- | ------------- |
| Поразка   | 1.   | 14 вересня 1992   | Богота, Колумбія         | Ґрунт    | Сумара Пассус    | 6–2, 4–6, 1–6 |
| Поразка   | 2.   | 16 листопада 1992 | Сан-Сальвадор, Сальвадор | Тверде   | Белькіс Родрігес | 4–6, 4–6      |
| Поразка   | 3.   | 19 квітня 1993    | Сан-Сальвадор, Сальвадор | Ґрунт    | Шочітль Ескобедо | 3–6, 0–6      |
| Перемога  | 1.   | 14 лютого 1994    | Богота, Колумбія         | Ґрунт    | Фабіола Сулуага  | 6–4, 6–3      |

### Парний розряд: 3 (0–3)
| Результат | Ранг | Дата              | Турнір                   | Покриття | Партнерка        | Суперниці                                     | Рахунок          |
| --------- | ---- | ----------------- | ------------------------ | -------- | ---------------- | --------------------------------------------- | ---------------- |
| Поразка   | 1.   | 16 листопада 1992 | Сан-Сальвадор, Сальвадор | Тверде   | Adriana Garcia   | Йоанніс Монтесіно Белькіс Родрігес            | 2–6, 2–6         |
| Поразка   | 2.   | 19 квітня 1993    | Сан-Сальвадор, Сальвадор | Ґрунт    | Карміна Хіральдо | Шочітль Ескобедо Хімена Родрігес              | 2–6, 6–2, 4–6    |
| Поразка   | 3.   | 7 лютого 1994     | Богота, Колумбія         | Ґрунт    | Х'яна Гутьєррес  | Марія Долорес Кампана Марія Вірхінія Франсеса | 6–4, 6–7(6), 4–6 |